# Eleição presidencial da Costa do Marfim em 2010
A eleição presidencial na Costa do Marfim em 2010 ocorreu em dois turnos. O primeiro turno foi realizado em 31 de outubro de 2010 e o segundo turno, no qual o presidente Laurent Gbagbo enfrentou o líder da oposição Alassane Ouattara, ocorreu em 28 de novembro do mesmo ano.
Originalmente programada para 2005, a votação foi adiada por várias vezes, em decorrência da guerra civil e da dificuldade de organizar e preparar as eleições. Finalmente, um acordo de paz entre o governo e os ex-rebeldes  das  Forças Novas foi assinado em março de 2007 e, no final de abril de 2009, foi noticiado que a eleição seria realizada em 6 de dezembro de 2009 e que a data seria formalmente anunciada em breve Em 15 de maio de 2009, as eleições foram marcadas para 29 de novembro do mesmo ano.

## Adiamento da eleição
O pleito que deveria ter ocorrido em 29 de novembro de 2009 acabou não acontecendo devido ao atraso na atualização das listas eleitorais, segundo informou o presidente do Conselho Econômico e Social da Costa do Marfim, Laurent Dona Fologo, autoridade próxima do então presidente Laurent Gbagbo. Em 3 de dezembro de 2009 foi anunciado que seria realizada no final de fevereiro ou início de março do ano seguinte.
O representante local da ONU, Choi Young-jin, alertou que os atrasos nos preparativos do pleito fragilizavam a paz no país. "Infelizmente, o ritmo do processo foi extremamente lento", disse ele, acrescentando que "os atrasos acumulados são a nossa principal causa de inquietação porque podem colocar em perigo todo o processo de paz na Costa do Marfim". Choi considerou que os atrasos se deviam à burocracia e à complexidade logística da operação. Onze milhões de pessoas deveriam ser identificadas e, dentre elas, nove milhões deveriam ser inscritas nas listas eleitorais, com a ajuda de um sistema muito sofisticado, segundo informou o representante da ONU.

## Resultados eleitorais
| Candidato                  | Partido                    | 1.º turno     | 1.º turno | 2.º turno (segundo CC) | 2.º turno (segundo CC) | 2.º turno (segundo IEC) | 2.º turno (segundo IEC) |
| Candidato                  | Partido                    | Votos válidos | %         | Votos válidos          | %                      | Votos válidos           | %                       |
| -------------------------- | -------------------------- | ------------- | --------- | ---------------------- | ---------------------- | ----------------------- | ----------------------- |
| Laurent Gbagbo             | FPI                        | 1 756 504     | 38.04     | 2 054 537              | 51.45                  | 2 107 055               | 45.90                   |
| Alassane Ouattara          | RDR                        | 1 481 091     | 32.07     | 1 938 672              | 48.55                  | 2 483 164               | 54.10                   |
| Henri Konan Bédié          | PCDI                       | 1 165 532     | 25.24     | –                      | –                      | –                       | –                       |
| Albert Toikeusse Mabri     | UDPCI                      | 118 671       | 2.57      | –                      | –                      | –                       | –                       |
| Demais candidatos          | Demais partidos            | 96 023        | 2.08      | –                      | –                      | –                       | –                       |
| Votos em branco/nulos      | Votos em branco/nulos      | 225 624       | –         | –                      | –                      | –                       | –                       |
| Total de votos registrados | Total de votos registrados | 4 843 445     | 100       | –                      | –                      | –                       | –                       |
| Eleitorado apto a votar    | Eleitorado apto a votar    | 5 784 490     | 83.73     | –                      | –                      | –                       | –                       |

## Repercussão pós-pleito
A eleição, na qual a etnicidade e a cisão do país entre norte e sul desempenharam um papel crucial, em última instância opôs o presidente Gbagbo, que tem uma sólida base  de apoio no sul, contra o líder da oposição e ex-primeiro-ministro Ouattara, que tem o apoio de grande parte do norte. Antes e após segundo turno registraram-se graves tensões e alguns incidentes violentos, mas os observadores internacionais consideraram que a eleição tenha sido essencialmente livre e justa.
Em 2 de dezembro de 2010, a Comissão Eleitoral Independente (CEI) divulgou os resultados provisórios, mostrando que Ouattara havia vencido a eleição no segundo turno com 54,10% dos votos. No entanto, o presidente do Conselho Constitucional declarou imediatamente que os resultados eram inválidos e, no dia seguinte, declarou Gbagbo vencedor com 51,45% dos votos.
Tanto Gbagbo como Ouattara reivindicaram a vitória e fizeram o juramento presidencial. Os acontecimentos que se seguiram levaram o país a uma crise política. A comunidade internacional, incluindo as Nações Unidas, a União Africana, a Comunidade Económica dos Estados da África Ocidental (CEDEAO), a União Europeia, os Estados Unidos  e a  França,  antiga potência colonial, afirmaram seu apoio à Ouattara e pediram que Gbagbo deixasse a presidência.
Em 18 de dezembro, Gbagbo ordenou que todas forças de manutenção da paz das Nações Unidas deixassem do país, o que a ONU recusou, e o Conselho de Segurança ampliou o mandato da Operação das Nações Unidas na Costa do Marfim até 30 de junho de 2011. Potências internacionais chegaram, inclusive, à possibilidade de aumentar as forças da ONU no país. O Banco Mundial suspendeu os empréstimos ao país e restrições de viagem foram impostas a Gbagbo e seus aliados políticos. As crescentes tensões políticas resultaram em aumentos de até 10% nos preços do cacau, do qual a Costa do Marfim é a maior produtora mundial.